# Superprestige veldrijden 2003-2004
Hier volgt een overzicht van de resultaten in de Superprestigewedstrijden veldrijden van het seizoen 2003-2004. De Belgen waren supersterk dit jaar. Alle wedstrijden werden door de Belgen gewonnen. Bart Wellens nam er vier voor zijn rekening, de vier andere wedstrijden werden gewonnen door Sven Nys (twee overwinningen), Erwin Vervecken en Sven Vanthourenhout. In de eindstand had Bart Wellens (191 punten) 15 punten meer dan Sven Nys (176 punten).

## Puntenverdeling
Punten werden toegekend aan alle crossers die in aanmerking kwamen voor Superprestige-punten. De top twintig ontving punten aan de hand van de volgende tabel:
| Positie | 1  | 2  | 3  | 4  | 5  | 6  | 7  | 8  | 9  | 10 | 11 | 12 | 13 | 14 | 15 | 16 | 17 | 18 | 19 | 20 |
| Punten  | 30 | 25 | 21 | 18 | 16 | 15 | 14 | 13 | 12 | 11 | 10 | 9  | 8  | 7  | 6  | 5  | 4  | 3  | 2  | 1  |

## Mannen

### Kalender en podia
| Datum      | Locatie             | Eerste              | Tweede          | Derde               |         |
| ---------- | ------------------- | ------------------- | --------------- | ------------------- | ------- |
| 19/10/2003 | Ruddervoorde        | Bart Wellens        | Sven Nys        | Sven Vanthourenhout | details |
| 02/11/2003 | Sint-Michielsgestel | Sven Nys            | Bart Wellens    | Sven Vanthourenhout | details |
| 23/11/2003 | Asper-Gavere        | Bart Wellens        | Erwin Vervecken | Sven Nys            | details |
| 30/11/2003 | Gieten              | Bart Wellens        | Tom Vannoppen   | Sven Nys            | details |
| 25/12/2003 | Diegem              | Bart Wellens        | Mario De Clercq | Erwin Vervecken     | details |
| 25/01/2004 | Hoogstraten         | Erwin Vervecken     | Tom Vannoppen   | Bart Wellens        | details |
| 08/02/2004 | Raismes             | Sven Vanthourenhout | Bart Wellens    | Maxime Lefebvre     | details |
| 21/02/2004 | Vorselaar           | Sven Nys            | Maxime Lefebvre | Erwin Vervecken     | details |

### Eindklassement
| #   | Veldrijder          | Punten |
| --- | ------------------- | ------ |
| 1.  | Bart Wellens        | 191    |
| 2.  | Sven Nys            | 176    |
| 3.  | Erwin Vervecken     | 145    |
| 4.  | Sven Vanthourenhout | 140    |
| 5.  | Tom Vannoppen       | 129    |
| 6.  | Ben Berden          | 122    |
| 7.  | Peter Van Santvliet | 101    |
| 8.  | Maxime Lefebvre     | 99     |
| 9.  | Richard Groenendaal | 95     |
| 10. | Arne Daelmans       | 90     |